# William Weber Coblentz
William Weber Coblentz, ameriški fizik in astronom, * 20. november 1873, North Lima, Ohio, ZDA, † 15. september 1962, Washington, D.C., ZDA.

## Življenje in delo
Coblentzova starša sta bila nemškega in švicarskega porekla. Diplomiral je leta 1900 na Caseovi šoli za uporabno znanost, sedaj Case Western Reserve University. Magisterij in doktorat je opravil leta 1901 in 1903 na Univerzi Cornell v Ihaci, New York.
Prvi je preveril Planckov zakon sevanja črnega telesa. Raziskoval je tudi v astronomiji, kjer je meril temperaturo planetov in sevanje zvezd. Velja za utemeljitelja astronomske infrardeče spektroskopije.
Skupaj z Lamplandom je meril velike razlike med dnevnimi in nočnimi temperaturami na Marsu.

## Priznanja

### Poimenovanja
Po njem se imenujeta kraterja na Luni (Coblentz) in na Marsu (Coblentz).
1. 1 2 3  Record #117691658 // Gemeinsame Normdatei — 2012—2016.
2. 1 2  data.bnf.fr: platforma za odprte podatke — 2011.
3. 1 2  SNAC — 2010.